# Olja Karleuša
Olgica „Olja“ Karleuša (Оља Карлеуша, * 15. Oktober 1980 in Belgrad) ist eine serbische Turbo-Folk-Sängerin. Sie nahm unter anderem im Jahr 2007 am Finale der Veranstaltung „VIP Big Brother Final 2007“ in Serbien teil.

## Diskografie

### Alben
- 2003: Žene Lavice
- 2005: Ljubavna Terapija
- 2007: Brushalter
- 2010: Zicer

### Singles (Auswahl)
- 2003: Žene Lavice
- 2007: Brushalter
- 2007: Pa Neka Boli
- 2010: Zicer
- 2010: Minut
- 2010: Polje Kamilice
- 2012: Luda Noć